# Jessica Szohr

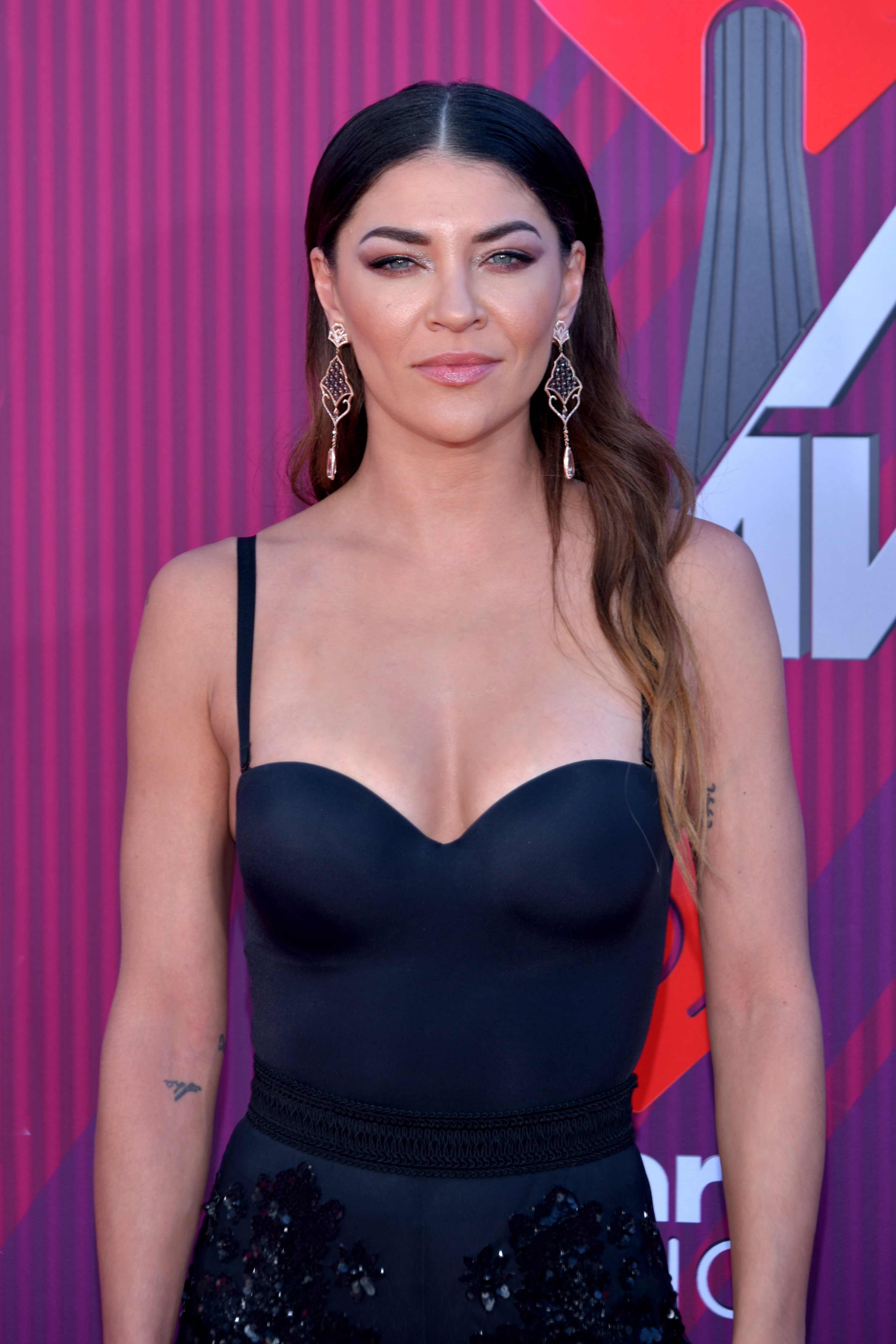
Jessica Szohr (2019)

Jessica Karen Szohr (* 31. März 1985 in Menomonee Falls, Wisconsin) ist eine US-amerikanische Schauspielerin. Einem größeren Publikum wurde sie durch die Hauptrolle der Vanessa Abrams in der Fernsehserie Gossip Girl bekannt.

## Leben
Szohr wurde als älteste von fünf Kindern in der Metropolregion Milwaukee geboren. Sie hat  ungarische, afroamerikanische, irische und englische Wurzeln. Schon im Alter von sechs Jahren wurde sie als Model in Katalogen und Werbekampagnen eingesetzt. Sportlich betätigte sie sich als Jugendliche im Bereich Fußball und Cheerleading.
Zu Szohrs ersten Auftritten als Schauspielerin gehörten Rollen in den Serien What’s Up, Dad?, Die himmlische Joan oder Hallo Holly. In der Serie CSI: Miami trat sie in drei Folgen als Samantha Barrish auf. Ihren Durchbruch hatte sie mit der Serie Gossip Girl, in der sie von 2007 bis 2012 spielte. Von 2008 bis 2012 war Szohr mit ihrem Schauspielkollegen aus Gossip Girl, Ed Westwick, zusammen.

## Filmografie (Auswahl)
Filme
- 2003: Uncle Nino

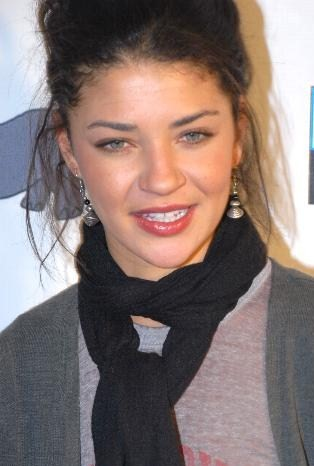
Jessica Szohr (2007)

- 2005: The Reading Room (Fernsehfilm)
- 2006: House at the End of the Drive
- 2007: Somebody Help Me
- 2009: Fired Up!
- 2010: Piranha 3D
- 2011: Love, Wedding, Marriage – Ein Plan zum Verlieben (Love, Wedding, Marriage)
- 2011: Der ganz normale Wahnsinn – Working Mum (I Don’t Know How She Does It)
- 2011: Aushilfsgangster (Tower Heist)
- 2012: Love Bite – Nichts ist safer als Sex (Love Bite)
- 2012: Light Years
- 2012: Fallen Empire – Die Rebellion der Aradier (Hirokin)
- 2012: Owned
- 2012: Art Machine
- 2013: Pawn
- 2013: Prakti.com (The Internship)
- 2014: Brightest Star
- 2014: Two Night Stand
- 2015: 10 Cent Pistol
- 2015: Ted 2
- 2015: Club Life
- 2020: Clover
- 2021: The Best Worst Christmas Ever
- 2022: Designing Christmas

Fernsehserien
- 2003: What’s Up, Dad? (My Wife and Kids, Episode 3x25)
- 2004: Hallo Holly (What I Like About You, Episode 2x16)
- 2004: Drake & Josh (Episode 1x04)
- 2004: Die himmlische Joan (Joan of Arcadia, Episode 1x16)
- 2005: Raven blickt durch (That’s So Raven, Episode 3x09)
- 2007: What About Brian (6 Episoden)
- 2007: CSI: Miami (3 Episoden)
- 2007–2012: Gossip Girl (83 Episoden)
- 2012: Punk’d
- 2013: Men at Work (Episode 2x09)
- 2015: Complications (10 Episoden)
- 2015: CSI: Cyber (Episode 2x06)
- 2015: Kingdom (5 Episoden)
- 2017: Twin Peaks (3 Episoden)
- 2017–2018: Shameless (12 Episoden)
- seit 2019: The Orville